# Agua Escondida, Guasave
Agua Escondida är en ort i Mexiko.   Den ligger i kommunen Guasave och delstaten Sinaloa, i den västra delen av landet, 1 200 km nordväst om huvudstaden Mexico City. Agua Escondida ligger 11 meter över havet och antalet invånare är 138.
Terrängen runt Agua Escondida är mycket platt. Runt Agua Escondida är det ganska tätbefolkat, med 100 invånare per kvadratkilometer. Närmaste större samhälle är Guasave, 6,5 km öster om Agua Escondida. Trakten runt Agua Escondida består till största delen av jordbruksmark.